# هيمبي بريدج (كارولاينا الشمالية)
هيمبي بريدج (بالإنجليزية: Hemby Bridge, North Carolina)‏ هي بلدة أمريكية تقع في الولايات المتحدة في مقاطعة يونيون، كارولاينا الشمالية. يقدر عدد سكانها بـ 1,520 نسمة ومساحتها 3.6 كم2 ووترتفع عن سطح البحر 202 متر.

## التركيبة السكانية
حدّد مكتب تعداد الولايات المتحدة بيانات التركيبة السكانية لهيمبي بريدج في تعداد الولايات المتحدة. في ما يلي، التركيبة السكانية حسب تعدادي 2000 و2010.

### تعداد عام 2000
بلغ عدد سكان هيمبي بريدج 897 نسمة بحسب تعداد عام 2000، وبلغ عدد الأسر 341 أسرة وعدد العائلات 274 عائلة مقيمة في البلدة. في حين سجلت الكثافة السكانية 148.5 نسمة لكل كيلومتر مربع (384.6/ميل2). وبلغ عدد الوحدات السكنية 352 وحدة بمتوسط كثافة قدره 58.3 لكل كيلومتر مربع (151.0/ميل2).
وتوزع التركيب العرقي للبلدة بنسبة 95.21% من البيض و1.56% من الأمريكيين الأفارقة و0.67% من الأمريكيين الأصليين و0.89% من الأمريكيين ذوي الأصول الآسيوية و0.22% من الأعراق الأخرى و1.45% من عرقين مختلطين أو أكثر و0.33% من الهسبانيون أو اللاتينيون من أي عرق.
بلغ عدد الأسر 341 أسرة كانت نسبة 34% منها لديها أطفال تحت سن الثامنة عشر تعيش معهم، وبلغت نسبة الأزواج القاطنين مع بعضهم البعض 69.2% من أصل المجموع الكلي للأسر، ونسبة 7.6% من الأسر كان لديها معيلات من الإناث دون وجود شريك،  بينما كانت نسبة 3.5% من الأسر لديها معيلون من الذكور دون وجود شريكة وكانت نسبة 19.6% من غير العائلات. تألفت نسبة 15.2% من أصل جميع الأسر من عدة أفراد يعيشون في نفس المنزل ونسبة 4.1% كانت تتألف من شخص يعيش بمفرده يبلغ من العمر 65 عاماً أو أكثر. وبلغ متوسط حجم الأسرة المعيشية 2.63، أما متوسط حجم العائلات فبلغ 2.91.
بلغ العمر الوسطي للسكان 36.6 عاماً. وكانت نسبة 22.4% من القاطنين تحت سن الثامنة عشر، وكانت نسبة 5.9% بين الثامنة عشر والرابعة والعشرين عاماً، ونسبة 35.2% كانت واقعةً في الفئة العمرية ما بين الخامسة والعشرين والرابعة والأربعين عاماً، ونسبة 25.5% كانت ما بين الخامسة والأربعين والرابعة والستين، ونسبة 10.9% كانت ضمن فئة الخامسة والستين عاماً فما فوق. يوجد لكل 100 أنثى 102.5 ذكر، ويوجد لكل 100 أنثى في الثامنة عشر من عمرها فما فوق 101.2 ذكر.
بلغ متوسط دخل الأسرة في البلدة 52,813 دولارًا، أما متوسط دخل العائلة فبلغ 50,000 دولارًا. وكان متوسط دخل الذكور 32,404 دولارًا مقابل 24,342 دولارًا للإناث. وسجل دخل الفرد الخاص بالبلدة 28,046 دولارًا. وكانت نسبة 10.6% من العائلات ونسبة 8.4% من السكان تحت خط الفقر، وكان من هؤلاء نسبة 7.8% تحت سن الثامنة عشر ونسبة 19.9% في الخامسة والستين من العمر وما فوق.

### تعداد عام 2010
بلغ عدد سكان هيمبي بريدج 1,520 نسمة بحسب تعداد عام 2010، وبلغ عدد الأسر 562 أسرة وعدد العائلات 427 عائلة مقيمة في البلدة. في حين سجلت الكثافة السكانية 251.7 نسمة لكل كيلومتر مربع (651.9/ميل2). وبلغ عدد الوحدات السكنية 594 وحدة بمتوسط كثافة قدره 98.3 لكل كيلومتر مربع (254.6/ميل2).
وتوزع التركيب العرقي للبلدة بنسبة 88.29% من البيض و7.24% من الأمريكيين الأفارقة و0.92% من الأمريكيين الأصليين و1.18% من الأمريكيين ذوي الأصول الآسيوية و1.05% من الأعراق الأخرى و1.32% من عرقين مختلطين أو أكثر و4.41% من الهسبانيون أو اللاتينيون من أي عرق.
بلغ عدد الأسر 562 أسرة كانت نسبة 33.8% منها لديها أطفال تحت سن الثامنة عشر تعيش معهم، وبلغت نسبة الأزواج القاطنين مع بعضهم البعض 61% من أصل المجموع الكلي للأسر، ونسبة 10.3% من الأسر كان لديها معيلات من الإناث دون وجود شريك،  بينما كانت نسبة 4.6% من الأسر لديها معيلون من الذكور دون وجود شريكة وكانت نسبة 24% من غير العائلات. تألفت نسبة 21.2% من أصل جميع الأسر من عدة أفراد يعيشون في نفس المنزل ونسبة 8% كانت تتألف من شخص يعيش بمفرده يبلغ من العمر 65 عاماً أو أكثر. وبلغ متوسط حجم الأسرة المعيشية 2.70، أما متوسط حجم العائلات فبلغ 3.13.
بلغ العمر الوسطي للسكان 39.6 عاماً. وكانت نسبة 24.3% من القاطنين تحت سن الثامنة عشر، وكانت نسبة 6.9% بين الثامنة عشر والرابعة والعشرين عاماً، ونسبة 26.4% كانت واقعةً في الفئة العمرية ما بين الخامسة والعشرين والرابعة والأربعين عاماً، ونسبة 27.6% كانت ما بين الخامسة والأربعين والرابعة والستين، ونسبة 14.7% كانت ضمن فئة الخامسة والستين عاماً فما فوق. وتوزع التركيب الجنسي للسكان بنسبة 49.7% ذكور و50.3% إناث.